# Замостя (Курська область)
Замостя (рос. Замостье) — слобода в Суджанському районі Курської області Російської Федерації.
Населення становить 2114 осіб. Входить до складу муніципального утворення Замостянська сільрада.

## Історія
Населений пункт розташований на території українського етнічного та культурного краю Східна Слобожанщина.
Від 2004 року входить до складу муніципального утворення Замостянська сільрада.

## Населення
| 2002 | 2010  |
| ---- | ----- |
| 2163 | ↘2114 |